# San Lorenzo Tlaxipehuala
San Lorenzo Tlaxipehuala är en ort i Mexiko.   Den ligger i kommunen Chiconcuautla och delstaten Puebla, i den sydöstra delen av landet, 140 km nordost om huvudstaden Mexico City. San Lorenzo Tlaxipehuala ligger 1 721 meter över havet och antalet invånare är 1 966.
Terrängen runt San Lorenzo Tlaxipehuala är kuperad åt nordost, men åt sydväst är den bergig. Runt San Lorenzo Tlaxipehuala är det ganska tätbefolkat, med 160 invånare per kvadratkilometer. Närmaste större samhälle är Huauchinango, 9,8 km nordväst om San Lorenzo Tlaxipehuala. I omgivningarna runt San Lorenzo Tlaxipehuala växer i huvudsak blandskog.